# Phoebe Spicer
Phoebe Spicer (Welwyn Garden City, 29 de enero de 2000) es una deportista británica que compite en piragüismo en la modalidad de eslalon. Ganó una medalla de bronce en el Campeonato Mundial de Piragüismo en Eslalon de 2023, en la prueba de K1 por equipos.

## Palmarés internacional
| Campeonato Mundial | Campeonato Mundial    | Campeonato Mundial | Campeonato Mundial |
| Año                | Lugar                 | Medalla            | Competición        |
| ------------------ | --------------------- | ------------------ | ------------------ |
| 2023               | Londres (Reino Unido) | Medalla de bronce  | K1 por equipos     |